# Santiago Castro
Santiago Castro Anido (Mugardos (La Coruña), 16 de mayo de 1947) fue uno de los más importantes jugadores del Real Club Celta de Vigo durante los años 70.

## Trayectoria
Jugando en el Racing de Ferrol en 2.ª división durante la temporada 1967/68 fue fichado por el FC Barcelona. En este club sólo permanece dos temporadas y la temporada 1970/71 es traspasado al Real Club Celta de Vigo, donde permanecerá diez temporadas, hasta la temporada 1979/80.
Jugó un partido con la Selección Española de Fútbol sub-23, el 19 de febrero de 1970 en Génova contra Italia, perdiendo uno a cero.

## Partidos jugados
- Temporada 1966/67 2.ª División Racing Club de Ferrol 29 partidos y 8 goles.
- Temporada 1967/68 2.ª División Racing Club de Ferrol 29 partidos y 9 goles.
- Temporada 1968/69 1.ª División FC Barcelona 2 partidos.
- Temporada 1969/70 1.ª División FC Barcelona 17 partidos y 1 gol.
- Temporada 1970/71 1.ª División Real Club Celta de Vigo 4 partidos y 1 gol.
- Temporada 1971/72 1.ª División Real Club Celta de Vigo 28 partidos y 1 gol.
- Temporada 1972/73 1.ª División Real Club Celta de Vigo 34 partidos.
- Temporada 1973/74 1.ª División Real Club Celta de Vigo 33 partidos y 7 goles.
- Temporada 1974/75 1.ª División Real Club Celta de Vigo 33 partidos y 5 goles.
- Temporada 1975/76 2.ª División Real Club Celta de Vigo 32 partidos y 4 goles.
- Temporada 1976/77 1.ª División Real Club Celta de Vigo 31 partidos y 1 gol.
- Temporada 1977/78 2.ª División Real Club Celta de Vigo 32 partidos y 6 goles.
- Temporada 1978/79 1.ª División Real Club Celta de Vigo 25 partidos y 3 goles.
- Temporada 1979/80 2.ª División Real Club Celta de Vigo 24 partidos y 1 gol.

- Datos: Q5301757